# نادية ملادجو
نادية ملادجو (بالفرنسية: Imany)‏ المعروفة باسم إيماني هي مغنية وكاتبة غنائية فرنسية وُلدت في 5 أبريل 1979 في بوش دو رون من أبوين ذو أصل من دولة جزر القمر بدأت مسيرتها الفنية عام 2008.

## أغانيها[2]
- 2012 : يرجى تغيير
- 2014 : حاول مرة أخرى
- 2015 : لا تكوني خجولة
- 2016 : كانت هناك دموع
- 2016 : بطانة فضية

## وصلات خارجية
- نادية ملادجو على موقع IMDb (الإنجليزية)
- نادية ملادجو على موقع ألو سيني (الفرنسية)
- نادية ملادجو على موقع ميوزك برينز (الإنجليزية)
- نادية ملادجو على موقع أول ميوزيك (الإنجليزية)
- نادية ملادجو على موقع ديسكوغز (الإنجليزية)
- نادية ملادجو على موقع ديسكوغز (الإنجليزية)
- الموقع الرسمي